# Tennessee Titans
Los Tennessee Titans (en español, Titanes de Tenesí ) son un equipo profesional de fútbol americano de los Estados Unidos con sede en Nashville, Tenesí.  Compiten en la División Sur de la Conferencia Americana (AFC) de la National Football League (NFL) y disputan sus partidos como locales en el Nissan Stadium (Nashville).
La franquicia fue fundada en 1959 con el nombre Houston Oilers (Petroleros de Houston). Los Titanes han jugado una sola vez la Super Bowl, en 2000 (Super Bowl XXXIV) contra los St. Louis Rams.

## Historia

### Houston Oilers

#### Los años en la AFL
El origen del nombre de la franquicia de Oilers se debe a que Houston era una ciudad donde la economía venía del petróleo y para representar mejor a los trabajadores de este combustible sus fundadores junto con Bud Adams decidieron llamar al equipo como los Petroleros de Houston.
Houston Oilers fue uno de los equipos que fundó la American Football League junto con Dallas Texans, Los Angeles Chargers, Buffalo Bills, entre otros. El equipo quedó encuadrado en la División Este, junto con Buffalo Bills, Boston Patriots y New York Titans/Jets, a los que posteriormente se unirían los Miami Dolphins. El 11 de septiembre de 1960 llegaba la primera victoria de la historia de la franquicia, que acabaría la temporada con un récord de 10-4 y clasificado para enfrentarse a Los Ángeles Chargers, ganadores de la División Oeste, en el AFL Championship Game. Los Oilers se alzarían con el triunfo por 24-16. Al año siguiente, en 1961, volverían a ganar la División Este con un récord de 10-3-1, sobreponiéndose a un 1-3-1 inicial y a un cambio de entrenador, y derrotaron en la final de nuevo a Los Ángeles Chargers por 10-3. Son los dos únicos títulos que posee la franquicia. George Blanda, nuestro QB, fue nombrado MVP de la temporada 1961. En 1962, repitieron título divisional, con récord de 11-3, pero perdieron el AFL Championship Game contra los Dallas Texans por 17-20. Los Oilers fueron campeones con Lou Rymkus como entrenador en jefe y George Blanda como mariscal.
En la temporada 1967 perderían ante los Oakland Raiders, quedando fuera de llegar al Super Bowl II, pero los Oilers serían el equipo más ganador de la vieja AFL.
Su primer estadio fue el Jeppesen Stadium y en 1967 al Rice Stadium.

#### Incorporación a la NFL
El debut de los Houston Oilers empezó en un nuevo estadio: el Astrodome, el primer estadio completamente cubierto del mundo, es decir, un domo. Ellos serían asignados a la AFC Central junto con los Pittsburgh Steelers, Cleveland Browns y Cincinnati Bengals.
Su primera temporada en la NFL en 1970 fue bastante mediocre con marca de 3-10-1. En la segunda, donde firman al mariscal Dan Pastorini, fue con marca de 4-9-1 y para peor en 1972 tendrían en miserable 1-13. Ni siquiera con la llegada de Bill Peterson se pudo remediar el declive de los Oilers con un inicio mediocre de 0-5 para terminar por segundo año consecutivo con récord de 1-13. En 1974 sería algo más digno porque el equipo termina con marca de 7-7 y en 1975 vuelven después de 7 años a tener marca ganadora con 10-4 y clasificando a los Play off, aunque perderían ante los Cincinnati Bengals en el juego de comodín.

#### Finales de los '70: los mejores años
Luego de temporadas con altibajos en 1978 firman a Bum Phillips como Primer Entrenador y al novato running back Earl Campbell quién sería novato del año en ofensiva y MVP ofensivo corriendo 1450 yardas y calificando a los playoffs con marca de 10-6.
Los Oilers lograrían su primera victoria en postemporada desde su incorporación a la NFL desde 1970, ante los Miami Dolphins de visitante por 17 a 9. Luego los Petroleros irían a Foxboro a vencer a los New England Patriots por 31 a 14. Cuando estaban un partido de llegar al Super Bowl luego de una milagrosa temporada, caerían en Three Rivers Stadium ante los Pittsburgh Steelers por 34-5, perdiendo la primera final de AFC en su historia. A pesar de esa derrota el hecho de ser la primera vez que llegan a la final de la AFC desde su incorporación dejaría a los fanáticos contentos con tal buen balance. A partir de 1974, comenzaría una nueva etapa mucho más prolífera. La llegada en 1975 de Bum Phillips como Primer Entrenador y de varios jugadores como Elvin Bethea, catapultaron a los Oilers a una magnífica temporada de 10-4, la primera temporada con récord positivo en una décadaa partir del año 1977, las temporadas victoriosas se sucedieron. La llegada de Earl Campbell, ”The Tyler Rose” en 1978 ancló a los Oilers de Phillips en los play offs. 
En 1979 Earl Campbell no solo sería MVP en la NFL como ofensivo, sería también el único jugador en la historia de los Houston Oilers en ser MVP de la NFL corriendo 1697 yardas y anotando 19 touchdowns. Campbell junto con el Quarterback Dan Pastorini, el Wide Receiver y Kick Returner Billy Johnson, el DE Elvin Bethea y el primer entrenador Burn Phillips llevarían a los Oilers a tener marca de 11-5 y clasificar a los Play off. En el juego de comodín derrotarían a en el Astrodome a los Denver Broncos por 13 a 7 sin Pastorini y Campbell, que no jugaron por lesión. Ambos jugadores volverían al partido siguiente de Play Off en San Diego ante los San Diego Chargers donde vencerían los Petroleros por 17 a 13 con el agregado de que Vernon Perry, defensivo de Houston, interceptaría 4 balones estableciendo marca de Play Off en la NFL. En el juego de campeonato de la AFC volverían a Pittsburgh a enfrentarse ante los Steelers pero caerían otra vez de forma consecutiva por 27 a 13, algo decepcionante para los aficionados de Houston, que mientras los Oilers hacían buenas campañas y clasificando a los playoffs con un prendido Earl Campbell ellos cantaban "Love Ya Blue", una canción de aliento para el cuadro que usaba como insignia una torre petrolera color azul columbia con un bordado interior blanco y otro bordado exterior rojo.

#### Los años '80 y la llegada de Warren Moon
Earl Campbell volvía a hacer otra temporada de ensueño cuando corrió para 1934 yardas y la increíble marca de tener partidos consecutivos corriendo 200 yardas en promedio, llevándose el MVP ofensivo del año en 1980. Aunque todavía los Petroleros contaban con Campbell, Billy "White Shoes" Johnson, Elvin Bethea, el ofensivo Curly Culp y el entrenador Burn Phillips, ya no contaban con Dan Pastorini, su mariscal. Pese a ello, se las arreglaron para terminar con marca de 11-5 y por tercera vez jugar el wildcard de la NFL, sin embargo, perdieron ante el equipo campeón de aquella temporada, los Oakland Raiders en calidad de visitantes por 27 a 7. Después de esa campaña el dueño del equipo, Bud Adams, insatisfecho, despidió al entrenador Phillips y lo reemplazó con Ed Biles.
En 1981 el novato Willie Tullis devuelve una patada de 95 yardas para lograr el Touchdown del triunfo en los últimos segundos en una victoria 27 a 20 sobre Los Angeles Rams en calidad de visitante. Aquella temporada, por problemas en la defensiva y las salidas de Billy Johnson y Curly Culp del equipo, los Oilers terminaron con marca de 7-8.
En 1982 el equipo de Houston haría una de sus peores campañas en la historia de la franquicia terminando 1-8 (temporada acortada por huelga) mientras que Earl Campbell sólo recorrió 536 yardas. La única victoria fue sobre los Seattle Seahawks por 23 a 21 en el Astrodome. Las cosas no podían ser peor cuando la siguiente temporada finalizaron con marca 3-13 luego de empezar con registro 1-5. Durante esa temporada, el entrenador Ed Biles renuncia al equipo y es remplazado por Chuck Studley quien gana 2 de los 10 últimos partidos de la temporada de 1983. El entrenador de reemplazo, Chuck Studley fue sustituido por Hugh Campbell.
En 1984 los Oilers firman al quarterback Warren Moon como futuro de esta franquicia. Moon era traído de los Edmonton Eskimos de la CFL, la Liga de Football Canadiense donde logra ganar 5 veces la Grey Cup entre 1978 y 1983. Pero a pesar de la firma del nuevo mariscal esta temporada sería la cortado Earl Campbell. La cosa se agravó cuando la defensiva permitió 457 puntos para finalizar con marca de 2-14. En 1985 firman a un nuevo corredor, Mike Rozier, proveniente de la inactiva liga USFL. Rozier no serìa de mucha ayuda debido a que terminaría con sólo 462 yardas, y sumado a un irregular Warren Moon los Oilers caen en 5-11 final. Esa temporada se da la salida de Hugh Campbell, y será remplazado por Jerry Glanville. Los buenos años de Glanville no empezarían en aquella temporada, ya que a pesar de que los Petroleros empezaron derrotando a los Green Bay Packers por 31 a 3 en calidad de visitantes, Warren Moon terminó con 26 intercepciones y 3489 yardas por aire, para una marca de 5-11.
Sería en 1987 cuando los Oilers empezarían a ganar. Houston inició con marca 2-1 y 2 de esos partidos fueron con la mayoría de los jugadores suplentes. El mariscal Moon dijo aquella vez que se iba de los Petroleros al final de la temporada si ellos no tenían temporada ganadora, en ese momento Houston perdió 3 de 4 juegos. Sin embargo los Houston Oilers ganaron 3 de 4 encuentros y terminarían con marca de 10-6, y volverían a los Play Offs después de 7 años de ausencia. El equipo de Warren Moon, Mike Rozier, Drew Hill, Ernest Givins, Mike Munchak, Bruce Matthews, Sean Johns y Tony Zendejas iría a jugar el juego de comodín de la AFC en el Kingdome ante Dave Krieg, Curt Warner, Steve Largent y los Seattle Seahawks. El partido se tuvo que definir en tiempo extra debido a que en la última jugada del 4.ºcuarto Dave Krieg empata con un pase a Brian Blades. En el tiempo suplementario los Oilers ganan el partido gracias al gol de campo de Tony Zendejas de 42 yardas, obteniendo el derecho a jugar el campeonato divisional donde caerían ante los Denver Broncos por 34 a 17.
Los dirigidos de Jerry Glanville volvieron a llegar a los playoffs en 1988 con marca de 10-6 y con 8 jugadores All-Pros en esa temporada. En ese equipo los Guardias Bruce Matthews y Mike Munchak (Ambos son miembros del Salón de la Fama de la NFL) con una sólida línea ofensiva establecida, el RB Mike Rozier anotando 10 touchdowns, Warren Moon lanzando 17 pases TD y el WR Drew Hill con 1141 yardas, los Oilers ganarían el juego de comodín ante los Cleveland Browns en calidad de visitantes por 24 a 23 en una tarde nevada de Navidad y con el RB suplente Allen Picket anotando 2 TD en esa victoria. Pero la suerte se les terminó cuando en Rich Stadium, en un frío partido, perderían ante los Buffalo Bills en Buffalo.
En 1989 Houston tuvo una incositente temporada en sus primeros 8 juegos pero clasificando a los Play Offs con marca de 9-7. En el Wildcard de la AFC perderían en el Astrodome ante otro equipo inconsistente, los Pittsburgh Steelers, por 26 a 23 gracias al Gol de campo de Gary Anderson en el último segundo. Después Jerry Glanville sería despedido y remplazado por Jack Pardee.

#### Principios de los '90: Las últimas alegrías
En 1990 los Oilers iniciarían perdiendo de forma humillante ante el nuevo equipo de Jerry Glanville, los Atlanta Falcons, por 47 a 27 en Atlanta. Después se levantarían ante los Indianapolis Colts en el Astrodome por 24 a 10. El equipo se anduvo despistando durante la temporada pero ganadon los 3 de los 4 últimos juegos para terminar 9-7 y estar en Play Off como sexto clasificado sumado al logro de Warren Moon de ser el MVP Ofensivo del año. Pero la cosa volvió a ser derrota en el wild-card al caer 41 a 14 ante los Cincinnati Bengals en Riverfront Stadium.
1991 sería un inicio positivo de campaña con 7-1 de marca y Warren Moon lanzando 4690 yardas. Después de 24 años de existencia los Oilers ganarían la AFC Central con marca de 11-5. En el juego de comodín los Oilers derrotan en Houston a los New York Jets por 17 a 10 gracias a la intercepción del Safety Bubba McDowell en la yarda 5. En la ronda divisional se encontrarían con John Elway y los Denver Broncos en Mile High Stadium en la tarde. Houston empezó ganando 24 a 16 pero Elway haría una de sus mejores actuaciones junto con sus receptores lograron quebrar a los Petroleros por 26 a 24. En 1992 los Oilers sufrirían ya que Warren Moon se lesionó y quedó fuera por toda la mitad de la temporada pero se las arreglaron con el corredor Lorenzo White, los receptores Ernest Gevins y Heywood Jeffries, el Linebacker Ray Childress, los lineros ofensivos Mike Munchak y Bruce Matthews y su pateador Al del Greco se las arreglaron para terminar 10-6 y jugar el Wildcard de la NFL de visitantes antes los Buffalo Bills. Para ese partido volvía Warren Moon y su equipo empezó ganando 35 a 3. Cuando creían que ellos habían ganado los Bills resucitaron dieron vuelta el marcador y ganaron el partido gracias a un gol de campo en tiempo extra.
Lo peor de esa derrota (que aparte de eso es la mayor remontada en la historia de la NFL), es que los Bills (a pesar de haber contado con los WR Don Beebe, Andre Reed y Peete Metzelaars, el C Jim Richter más defensivos como el LB Darryl Talley, el CB Mark Kelso y el pateador Steve Christie) no tenían al QB Jim Kelly ni con el RB Thurman Thomas quienes tuvieron que ser remplazados por Frank Reich y Kenneth Davis quienes hicieron su mejor actuación.
En 1993 el equipo tendría un mal inicio perdiendo 4 de los 5 primeros partidos culminando con la derrota de 35 a 7 ante los Bills en Buffalo. Pero aparecería Gary Brown. El nuevo corredor del equipo sumaría 1.002 yardas en 8 inicios para lograr ayudar a tener marca de 11-0 de partidos ganados consecutivos y terminar la parte regular de la liga con marca 12-4 ganando la AFC Central. Pero sufrirían la dolorosa derrota ante los Kansas City Chiefs ya que, a pesar de haber jugado bien la primera mitad, en el tercero y cuarto cuarto el equipo colapsaría el equipo para caer 28-20 y perder la posibilidad de jugar el juego de campeonato de la AFC.
Al final el mariscal Warren Moon fue transferido a los Minnesota Vikings antes de que el equipo realmente colapsara.

#### 1994 en adelante: El colapso
La cosa empezaría a desmoronarse en 1994 cuando el equipo terminó con marca de 2-14. Ya sin Moon el equipo empezaría también a tambalear en casa consiguiendo en su mayoría derrotas. Esto también obligó a Jack Pardee a renunciar al equipo y ser remplazado por Jeff Fisher.
En 1995 los Oilers seleccionan en el Draft de ese año al QB Steve McNair. En todo caso el mariscal titular era Chris Chandler y su nivel de juego fue aceptable a pesar de que el equipo terminó con marca de 7-9. Bud Adams en el 19 de noviembre de aquel año anunció la movida de la franquicia a Nashville cuando el contrato con el Astrodome terminara. Los empezaron a surgir también cuando Bud Adams le pidió a la ciudad de Houston construir un nuevo estadio.
Durante la embole las autoridades de la ciudad prometieron $144 millones para construir un nuevo estadio y de esa cifra, $70 millones vendrían de los boletos vendidos desde 1995 en adelante. Sin embargo la ciudad estaba perdiendo interés en el equipo y no estaban dispuesto a pagar tanto dinero para mantener a los Oilers en Houston.
La idea de mover la franquicia a Nashville vino a través de conversaciones secretas entre Bud Adams y el alcalde de la ciudad mencionada, Phil Bredesen.

#### 1996: Última temporada en Houston
Los Oilers en vez de traer 60.000 espectadores solo tuvieron 20.000. Esto hizo que los $70.000.000 prometidos para el nuevo estadio no se lograran y así se selló el destino de los Petroleros que veían nuevos vientos en Tennessee. En casa el equipo tuvo un pobre desempeño de 2-8 pero con un excelente 6-0 de visitantes. En el Draft de 1996 seleccionaron al HB Eddie George quién logró ser el novato del año en la NFL con 1.368 yardas corridas. En su último partido en casa y el último en la historia de equipo los Oilers perderían 21-13 ante los Cincinnati Bengals. Semanas después el equipo tomaría las maletas para irse a jugar a Memphis en 1997 y Vanderbilt en 1998 para luego en 1999 establecerse como Tennessee Titans.

### Tennessee Oilers (1997-1998)
Tras el anuncio el 8 de mayo de 1997, tras 38 años a la orilla del Golfo de México, donde "Bud" Adams dijese que la histórica franquicia se trasladaba a Tenesí, renombrándose como Tennessee Oilers, comenzó un periodo de transición.
El campo que la ciudad de Nashville estaba construyendo no estaría terminado hasta la temporada 1999, por lo que la casi precipitada marcha del equipo de Houston obligó a que en 1997 se jugara en Memphis, a más de 320 km de Nashville. La causa es que el estadio de la Universidad de Vanderbilt, que está en Nashville era demasiado pequeño (41000) y el de la Universidad de Tennessee, en Knoxville y más cerca de la capital estatal (290 km), demasiado grande (102000). Así, el Liberty Bowl Memorial Stadium se convirtió en la casa temporal de los Tennessee Oilers. Por tanto, entre la lejanía de Nashville, el poco agrado que la ciudad de Memphis mostró a hospedar a un equipo de otra ciudad, y la discreta temporada del equipo (8-8), hizo que en 1997 las gradas permanecieron a menos de la mitad de su ocupación.
“Bud” Adams acabó tragándose su orgullo y en 1998 el equipo se estableció en el Vanderbilt Stadium, en Nashville. Allí, aunque el equipo recibió más apoyo de los aficionados, la temporada volvió a acabar 8-8, pero se mostraron signos de mejora, compitiendo por entrar en Play Offs hasta casi el final de temporada. Los años de los Tennessee Oilers pasaron brevemente y el proyecto que “Bud” Adams quería echaría a andar, definitivamente, en 1999.

### Tennessee Titans (1999-Actualidad)

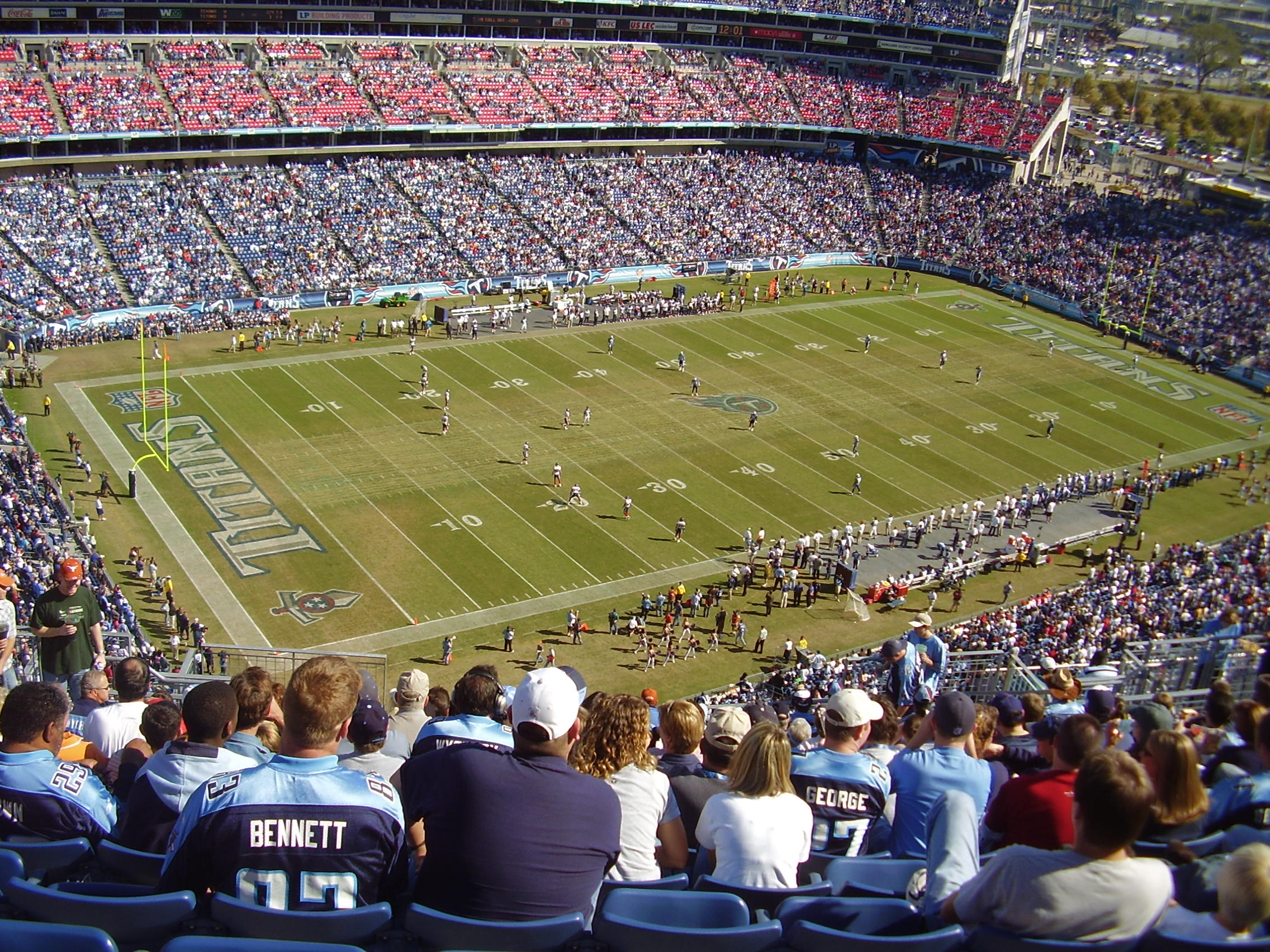
El hogar actual de los Titans, Nissan Stadium.

Tras dos años cerrando el nuevo proyecto, el 22 de diciembre de 1998 se anuncia el nuevo e ilusionante nombre de Tennessee Titans, que daría comienzo a partir de la temporada siguiente. “Bud” Adams quería un nombre que reflejara poder, fortaleza, liderazgo y otras cualidades heroicas, y el Titans reunía todas esas condiciones. Además, el hecho de que Nashville sea conocida como “La Atenas del Sur” por su elevado número de escuelas superiores y por su réplica a tamaño real del Partenón de Atenas, encajaba a la perfección. 
En cualquier caso, el inicio de los Tennessee Titans no pudo ser mejor. Javon Kearse fue el primer Titan escogido en el Draft, y el Adelphia Coliseum, la nueva y definitiva casa del equipo, fue inaugurado con una ajustada victoria 36-35 frente a los Cincinatti Bengals. A partir de ahí, todo comenzó a ir en línea ascendente. Un récord de 13-3, sin embargo, no fue suficiente para ganar la AFC Central, que se la llevaron los Jacksonville Jaguars (14-2). Ello forzó al equipo a jugar la ronda de Wild Card frente a los Buffalo Bills. El Music City Miracle había dado a los Titans la victoria y avanzaron para visitar y medirse a los Indianapolis Colts de un joven Peyton Manning. Eddie George pasó por encima del rival y los Titans, con una victoria por 19-16, avanzaron al AFC Championship Game. Nunca antes los Titans habían sido capaces de superar este penúltimo paso, y ante ellos tenían a los Jacksonville Jaguars. Los Titans aplastaron a su rival y en su primera temporadase habían llegado a la SuperBowl XXXIV. Una SuperBowl donde esperaban los Saint Louis Rams del Greatest Show on Turf y Kurt Warner. Sin embargo, los Titans se quedaron a una yarda de anotar el TD del posible empate y la victoria fue para los Rams.
En 2000 se logró el título de la AFC Central y el equipo estaba decidido a rehacerse y lograr esta vez el objetivo. El que años después ha sido considerado como el mejor equipo de la Historia de los Oilers/Titans caería derrotado en el AFC Divisional Game frente a los Baltimore Ravens. En 2002, el equipo demostró que el nivel de juego seguía siendo elevado y lo del año anterior solamente una excepción. La expansión de la NFL y la reordenación de las divisiones encuadró a los Tennessee Titans en la AFC South, junto a Indianapolis Colts, Jacksonville Jaguars y los recién incorporados Houston Texans, alineación que se ha mantenido hasta la actualidad. El récord de 11-5 sirvió para que los Titans se alzaran como los primeros campeones de la nueva división. Pero la carrera de los Titans por el título acabaría ahí. Los Oakland Raiders pasaron por encima del equipo de Tennessee en el AFC Champsionship Game por 24-41.La temporada 2003 volvió a mostrar unos Titans dominantes, que con un récord de 12-4, igualaron el de los campeones de división, Indianápolis Colts.el cruce en el AFC Divisional Game contra los New England Patriots de Tom Brady truncaron, una vez, las esperanzas de “Bud” Adams de lograr que su equipo fuera campeón. Ningún equipo de la NFL ganó más partidos que los Tennessee Titans entre los años 1999 y 2003. 56-24 como récord en temporada regular, 4 temporadas de 5 entrando en Play Offs que, sin embargo, como pasara bajo el nombre de Houston Oilers, estuvieron malditos, con un récord de 5-4, incluida la derrota en la SuperBowl XXXIV. “Bud” Adams seguía sin su ansiado anillo de campeón de la NFL. El único “título” que los Titans sacaron de este maravilloso quinquenio fue el de MVP (compartido) que se entregó a Steve McNair en el año 2003.
El tope salarial obligó a desmantelar al equipo en 2004, que entre los cortes de jugadores clave y las lesiones, se hundió. Estaba claro que se había comenzado un proceso de reconstrucción que dura casi hasta el día de hoy.
En 2009 el propietario de los Titanes de Tenesí, Bud Adams, pagó una multa de $250,000 por obscenidad en el estadio.
En 2020, los Titanes fueron el primer equipo de la liga que sufrió un contagio de la neumonía por coronavirus.
Los Titanes obtuvieron el derecho a ser los primeros en elegir nuevos jugadores en 2025, al haber quedado a la zaga en los tableros de 2024.

## Jugadores

### Números retirados
| Números retirados por los Tennessee Titans |                |        |           |                          |
| N.º                                        | Jugador        | Puesto | Periodo   | Fecha                    |
| 1                                          | Warren Moon    | QB     | 1984–1993 | 1 de octubre de 2006     |
| 9                                          | Steve McNair   | QB     | 1995-2005 | 15 de septiembre de 2019 |
| 27                                         | Eddie George   | RB     | 1996-2003 | 15 de septiembre de 2019 |
| 34                                         | Earl Campbell  | RB     | 1978–1984 | 13 de agosto de 1987     |
| 43                                         | Jim Norton     | S/P    | 1960–1968 | 1968                     |
| 63                                         | Mike Munchak   | OG     | 1982–93   | 6 de noviembre de 1994   |
| 65                                         | Elvin Bethea   | DE     | 1968–83   | 4 de agosto de 1983      |
| 74                                         | Bruce Matthews | OT     | 1983–2001 | 8 de diciembre de 2002   |